# Loché (Panabá)
Loché es una localidad del municipio de Panabá en el estado de Yucatán localizado en el sureste de México.

## Toponimia
El nombre (Loché) proviene del idioma maya.

## Demografía
Según el censo de 2005 realizado por el INEGI, la población de la localidad era de 1306 habitantes, de los cuales 679 eran hombres y 627 eran mujeres.
| 98                          | 83 | 71 | 106 | 133 | 263 | 756 | 759 | 670 | 964 | 1132 | 1176 | 1306 |
| (Fuente: INEGI [Consultar]) |    |    |     |     |     |     |     |     |     |      |      |      |